# Памиро-Алай
Пами́ро-Ала́й — горная система на юго-востоке Центральной Азии. Расположена на территории Таджикистана, Кыргызстана (на юго-западе), Узбекистана (на западе) и Туркменистана (на юго-западе); восточный и частично южный край заходит в Китай и Афганистан.

## Характеристика
Памиро-Алай простирается с запад на восток на 900 км, с севера на юг — на 400 км. В его состав входят горные хребты и нагорья между Ферганской долиной на севере и верховьями Амударьи на юге. Памиро-Алай включает в себя три разнородные части:
- Памир;
- Гиссаро-Алай;
- Таджикская депрессия.

Северными хребтами Памир-Алая являются Алайский и Туркестанский, которые окаймляют с юга Ферганскую долину. От линии этих хребтов в районе Матчинского горного узла (высоты более 5600 м) отходит Зеравшанский хребет, который тянется на запад южнее Зеравшана. Для этих трёх хребтов характерны зубчатые гребни, острые вершины, горноледниковые формы рельефа. От высокого гребня Зеравшанского хребта с южной стороны отходит мощный Гиссарский хребет. К югу от Алайского хребта находится Заалайский хребет. Между Алайским и Заалайским хребтами расположена Алайская долина.
К югу от Гиссарского хребта располагается Таджикская депрессия, в которой находится множество сравнительно невысоких складчатых хребтов, протягивающихся с северо-востока на юго-запад и юг-юго-запад, в плане слегка изогнутых и обращенных выпуклостью к северо-западу.
Памиро-Алай — крупнейшая область горного оледенения: здесь насчитывается более 10 600 ледников на площади 9820 км².